# Pierre de Maere
Pour l’article homonyme, voir De Maere.
Pierre de Maere, né le 24 mai 2001 à Uccle (Bruxelles-Capitale) est un auteur-compositeur-interprète belge.
Son single Un jour, je marierai un ange atteint le top 5 de l'Ultratop 50 Singles francophone et le top 10 du classement national français en 2022, obtenant un disque de diamant du SNEP en 2023.
Après avoir remporté le prix de la Révélation belge de l'année aux NRJ Music Awards en 2022, il reçoit une Victoire de la Musique en 2023 dans la catégorie de la Révélation masculine de l'année.

## Biographie

### Enfance et famille
Pierre de Maere d'Aertrycke naît à Uccle le 24 mai 2001 de Joël de Maere d'Aertrycke, conseiller fiscal, et de Juliette Blanchart, architecte. Il déménage à l'âge de dix ans dans une ferme située dans la commune de Walhain, dans le Brabant Wallon. Il fait ses secondaires au collège du Christ-Roi[réf. nécessaire].
Il a une sœur, Éloïse et un frère aîné, Xavier de Maere, qui est ingénieur du son et avec qui il collabore étroitement.
Entre dix et treize ans,, il compose des morceaux sur un iPod touch à l'aide du logiciel GarageBand. Autodidacte, il n'a jamais pris de cours de chant ni de solfège, joue du piano et a seulement suivi quelques cours de batterie. Son père lui fait découvrir Supertramp, Elton John et Pink Floyd.
Il s'intéresse à la photographie vers quinze ans, s'éloignant un peu de la musique pour se consacrer à la photo. À dix-huit ans, il s'inscrit en cours de photographie à l'Académie royale des beaux-arts d'Anvers mais, considérant l'expérience comme un échec, il n'y reste qu'un an, publiant toutefois quelques photos dans GQ durant cette période, puis il revient à la création musicale.

### Début de carrière
En mars 2020, il diffuse son premier titre en français  Potins Absurdes. Repéré par Cinq7, un label de Wagram Music, il signe pour un EP et un album. Il publie deux chansons, Regrets et Menteur, dont les clips sont respectivement réalisés par Edie Blanchard et Romain Barreau. Son premier single officiel, Un jour, je marierai un ange, sort en novembre 2021.
L'EP Un jour, je sort le 14 janvier 2022, réalisé avec son frère et produit par Valentin Marceau. À cette occasion, il est invité sur plusieurs plateaux de télévision tels que Quotidien ou On est en direct. Il participe à l'Hyper Weekend Festival de Radio France et à la 11e cérémonie des Magritte. Le 21 juin 2022, il est invité à se produire sur la scène de la Fête de la Musique à Montpellier, en direct sur France 2 et France Bleu. À l'issue de sa prestation, il reçoit des mains de Nathalie André, directrice des programmes et de la musique de la radio France Bleu, son premier prix « Talent France Bleu », récompensant la sortie de son premier EP, Un jour, je. Le 15 septembre, le titre Un jour, je marierai un ange devient single d'or en France et le 18 novembre, il reçoit le prix de la Révélation belge de l'année aux NRJ Music Awards 2022, une nouvelle catégorie dont il est le premier récipiendaire et pour lequel on lui remet le trophée lors d'une émission radio le matin même.
Le 27 janvier 2023 sort son premier album, Regarde-Moi. Le 10 février, il reçoit le prix de la Révélation masculine de l'année lors de la 38e cérémonie des Victoires de la Musique. Le 23 février 2023, son single Un Jour, Je marierai un Ange devient disque de diamant en France. Le 29 septembre, lors du Grand rendez-vous de la Fédération Wallonie-Bruxelles, il présente son nouveau titre, Mercredi.
Le 8 novembre 2024, il dévoile en collaboration avec Dua Lipa une reprise de son single These Walls, issu de l'album Radical Optimism.

### Vie privée
Le magazine LGBT Têtu le qualifie d'artiste queer, Moustique le considérant comme « une incarnation léchée du twink noir-jaune-rouge ». Pierre de Maere est ouvertement homosexuel. Il déclare préférer le qualificatif de « flamboyant » à celui de « queer ». En mars 2024, il évoque le coming out qu'il a fait à ses proches,,.

### Style musical et influences
Il grandit en écoutant Lady Gaga et Stromae. Il aime Michel Polnareff et les Rita Mitsouko pour leur visuel ainsi que Lil Nas X, qu'il considère comme « un génie créatif qui a tout compris du marketing ».

## Discographie

### Albums
| Année | Titre       | Classements         | Classements   | Label | Commentaires |
| Année | Titre       | Belgique (Ultratop) | France (SNEP) | Label | Commentaires |
| ----- | ----------- | ------------------- | ------------- | ----- | --- |
| 2022  | Un jour, je | 30                  | 100           | Cinq7 | entre le 12 février dans l'Ultratop 200 Albums francophone à la 161e position avant de le quitter la semaine suivante. Il rentre à la 30e place le 9 avril. |
| 2023  | Regarde-Moi | 1                   | 5             | Cinq7 | entre le 4 février à la 1re position dans l'Ultratop 200 Albums francophone.                                                                                |

### Singles
| Année | Titre                        | Classements | Classements | Certification           | Label |
| Année | Titre                        | Belgique    | France      | Certification           | Label |
| ----- | ---------------------------- | ----------- | ----------- | ----------------------- | ----- |
| 2019  | Judas                        | -           | -           |                         |       |
| 2020  | Potins absurdes              | -           | -           |                         |       |
| 2021  | Regrets                      | -           | -           |                         | Cinq7 |
| 2021  | Menteur                      | -           | -           |                         | Cinq7 |
| 2021  | Un jour, je marierai un ange | 4           | 9           | France : Diamant (2023) | Cinq7 |
| 2022  | Roméo                        | -           | -           |                         | Cinq7 |
| 2022  | Les oiseaux                  | -           | -           |                         | Cinq7 |
| 2023  | Enfant de                    | 3           | 144         |                         | Cinq7 |
| 2023  | Mercredi                     | 15          | -           |                         | Cinq7 |

### Clips vidéo
| Année | Titre                        | Réalisation     | EP/Album    |
| ----- | ---------------------------- | --------------- | ----------- |
| 2021  | Regrets                      | Edie Blanchard  | Un jour, je |
| 2021  | Menteur                      | Romain Barreau, | Un jour, je |
| 2021  | Un jour, je marierai un ange | Edie Blanchard  | Un jour, je |
| 2022  | Roméo                        | N.L.C.T.L       | Regarde-moi |
| 2022  | Les oiseaux                  | Jonathan Steuer | Regarde-moi |
| 2023  | Enfant de                    | Edie Blanchard  | Regarde-moi |
| 2023  | Mercredi                     | Hugo Jouxtel    | Regarde-moi |

## Récompenses et nominations
| Année | Cérémonie               | Travail nommé               | Catégorie                               | Résultat   | Réf.   |
| ----- | ----------------------- | --------------------------- | --------------------------------------- | ---------- | ------ |
| 2022  | Talents France Bleu     | Pierre de Maere             | Talent France Bleu                      | Lauréat    | [ 19 ] |
| 2022  | NRJ Music Awards        | Pierre de Maere             | Révélation belge de l'année             | Lauréat    | [ 45 ] |
| 2022  | NRJ Music Awards        | Pierre de Maere             | Révélation francophone de l'année       | Nomination | [ 46 ] |
| 2022  | W9 d'Or                 | Pierre de Maere             | Révélation masculine de l'année         | Lauréat    | [ 47 ] |
| 2023  | Victoires de la musique | Pierre de Maere             | Révélation masculine                    | Lauréat    | [ 48 ] |
| 2023  | Victoires de la musique | Un jour je marierai un ange | Chanson originale                       | Nomination | [ 49 ] |
| 2023  | La Chanson de l'année   | Un jour je marierai un ange | Chanson de l'année                      | Nomination | [ 50 ] |
| 2023  | NRJ Music Awards        | Pierre de Maere             | Artiste masculin francophone de l'année | Nomination | [ 51 ] |
| 2023  | NRJ Music Awards        | Enfant de                   | Chanson francophone de l'année          | Nomination | [ 51 ] |
| 2023  | RTL                     | Regarde-moi                 | Album RTL de l'année                    | Nomination | [ 52 ] |
| 2024  | Victoires de la musique | Pierre de Maere             | Artiste masculin                        | Nomination | [ 53 ] |
| 2024  | Victoires de la musique | Enfant de                   | Chanson originale                       | Nomination | [ 53 ] |
| 2024  | La Cérémonie des têtu·  | Pierre de Maere             | têtu· de la première création           | Lauréat    | [ 54 ] |